# Bertil Roos
Bertil Roos, född 12 oktober 1943 i Göteborg, död 31 mars 2016 i Blakeslee utanför Wilkes-Barre, Pennsylvania, var en svensk racerförare och senare tränare. 

## Racingkarriär
Roos deltog i ett formel 1-lopp, Sveriges Grand Prix 1974, i vilket han var Shadows försteförare. Han fick växellådsproblem redan på andra varvet och blev därför tvungen att bryta loppet.

## F1-karriär
| Säsong | Stall/Tillverkare | Poäng | Placering |
| ------ | ----------------- | ----- | --------- |
| 1974   | Shadow-Ford       | 0     | –         |